# フカール
フカール（仏: Foucart）は、フランスのノルマンディー地域圏、セーヌ＝マリティーム県に属するコミューン。

## 地理
ル・アーヴルから北東に38km、県都ルーアンから北西に40kmほどいった田園地帯に位置する。市街の北にはA29高速道路が、南には鉄道路線が、さらに南には国道15号線がならぶようにして東西に通っている。北東でクレヴィルと、南東でアルヴィマールと、南西でボルヴィルと、北西でオズヴィル＝オーベルボッシュとそれぞれ接する。

## 歴史
フランス革命まではフカール＝エスカール（Foucart-Escalles）という地名だった。

## 行政
- 首長 - アントワーヌ・セルヴァン（Antoine Servain、2001年3月から）

議会は首長も含め11人で構成される。

## 人口の推移[1]
| 1962年 | 1968年 | 1975年 | 1982年 | 1990年 | 1999年 | 2006年 | 2007年 |
| ------ | ------ | ------ | ------ | ------ | ------ | ------ | ------ |
| 218    | 264    | 273    | 301    | 306    | 318    | 351    | 356    |

## 観光スポット
- 16世紀に建てられた教会